# 没有个性的人
《没有个性的人》（1930–43；德语：Der Mann ohne Eigenschaften）是奥地利小说家罗伯特·穆齐尔未完成的一部小说，分三部。小说背景设在奥匈帝国的最后岁月。小说并没有一个具体的主题，情节经常转入哲学思辨，以及对人类精神和情感的解剖。

## 故事梗概
第一部《一种序言》内容是对主角乌尔里希的介绍。故事设立在1913年8月，此时乌尔里希32岁。在此之前，他有三次“变成一个著名人物的尝试”，分别是当军官、工程师和数学家，但是都没有取得令他满意的结果。他寻找现实感，但是最后他认识到，对他来说，可能性比中庸的、死板的现实性更重要。他退而采取一种消极被动的只对外界事物起反射作用的态度，于是他觉得自己是一个性格只取决于外部条件的“没有个性的人”。一种敏锐的分析被动性是他最典型的态度。篇幅相对很短的第一部中还塑造了乌尔里希青年时代朋友瓦尔特、尼采崇拜者克拉丽瑟等人物。
在第二部《如出一辙》中，乌尔里希参与了一个名为“平行行动”的委员会，起目的是筹备1918年的庆祝奥皇弗朗茨·约瑟夫在位70周年。取名为“平行行动”的原因是同一年，德国也将庆祝德皇威廉二世在位30周年。
虽然大多数的参与者尽力将他们的皇帝弗兰茨·约瑟夫一世与人道、进步、传统和幸福之类模糊的想法联系起来，但是，现实政治思想者从中捕捉到了一些机会，他们怀有其它的想法：施图姆将军希望能提高奥地利军费，阿恩海姆（以德国政治家瓦尔特·拉特瑙为原型）计划购买在奥地利东部省份的油田。穆齐尔讽刺的是，作为庆祝和平和国家凝聚力的运动却走向了战争、帝国的崩溃和民族沙文主义。这部小说对促成第一次世界大战爆发的政治和文化进程进行了分析。
乌尔里希渐渐看透现代现实的秘密运行体制，便思念互不相称事物的自由，思念本真的、如天堂般的体验。到了小说的下半部，乌尔里希反复体验到脱离现实世界的状态，体验到一种空间界限的消失。乌尔里希并不把这“另一种状态”理解为对理性的否定，这些经验一再迫使其对现实进行批判和审查。
第三部《进入千年王国（罪犯们）》，乌尔里希在父亲死后，试图和胞妹阿加特（第二部末尾开始出现）一道去经历这“另一种状态”，在和她的共同生活中他才觉得生活有了意义。这“如出一辙”的、“幽灵似的”世界渐渐被淡忘，兄妹俩的爱是一次“进入千年王国”之旅，他们互相视作灵魂伴侣，或者如书中说的“连体双胞胎”。 乌尔里希知道，这一种状态是注定要失败的。
根据出版的手稿，此后的部分为大量草稿、笔记、增删和涂改，显示穆齐尔为找到一个合适的结局所做出的努力。此书德语版甚至附有一张包含有数千页不同版本和草稿的CD-ROM。